# إيرني رويال
إيرني رويال (بالإنجليزية: Ernie Royal)‏ هو عازف جاز أمريكي، ولد في 6 فبراير 1921 في لوس أنجلوس في الولايات المتحدة، وتوفي في 16 مارس 1983 في نيويورك في الولايات المتحدة بسبب سرطان.

## وصلات خارجية
- إيرني رويال على موقع IMDb (الإنجليزية)
- إيرني رويال على موقع ميوزك برينز (الإنجليزية)
- إيرني رويال على موقع أول ميوزيك (الإنجليزية)
- إيرني رويال على موقع ديسكوغز (الإنجليزية)